# Gisement de gaz de Lacq
Vous lisez un « bon article » labellisé en 2016.
Le gisement de gaz de Lacq (parfois dit « Lacq profond » pour le distinguer du petit gisement de pétrole de « Lacq supérieur » qui le surplombe) est le plus grand gisement de gaz naturel de France.  Appartenant géologiquement au Bassin aquitain et situé dans le département des Pyrénées-Atlantiques, il a été découvert en 1951 et a contribué à alimenter le réseau de gaz naturel (ou gaz fossile) du pays de 1957 à 2013. Sa mise en production représentait d'énormes difficultés techniques pour l'époque, du fait de la profondeur du gisement mais surtout à cause de l'importante teneur en sulfure d'hydrogène (H2S), un gaz corrosif, inflammable et toxique.
L'exploitation du gaz de Lacq a été à l'origine d'un développement industriel et technologique important. Il a donné naissance à une ville nouvelle à Mourenx et à un grand bassin industriel sur quatre sites, où sont nées les entreprises qui sont devenues Sanofi et Arkema, géants du médicament et de la chimie respectivement. Ce pôle industriel est parvenu à se reconvertir et à survivre à l'épuisement des réserves, on y trouve aujourd'hui des activités allant de la chimie fine aux énergies renouvelables.
La Société nationale des pétroles d'Aquitaine (SNPA), qui a initialement exploité le gisement et s'est développée grâce à lui, a intégré, après diverses fusions, le groupe Elf Aquitaine puis Total, qui a récupéré l'héritage technologique de Lacq.

## Géologie

### Bassin aquitain
Le Bassin aquitain est, après le Bassin parisien, le deuxième plus grand bassin sédimentaire de France métropolitaine. Il présente une forme classique de cuvette, où les strates les plus anciennes affleurent en périphérie du bassin. Sa structure est asymétrique, car la collision avec la plaque ibérique, survenue au Mésozoïque, a comprimé la partie sud du bassin,.
Deux sous-bassins présentent des réserves d'hydrocarbures : le bassin de Parentis et le bassin de l'Adour. Le premier, situé dans les Landes autour du bassin d'Arcachon, a offert plusieurs gisements de pétrole dont le plus grand de France, à Parentis-en-Born. Le second contient principalement le gisement de Lacq.

### Formation
L'existence d'un gisement d'hydrocarbures nécessite la présence de trois strates successives aux rôles différents, à savoir, de bas en haut (donc de la strate la plus ancienne à la plus récente) : 
- une roche-mère ou roche-source, riche en kérogène (matière organique) ;
- une roche-réservoir, c'est-à-dire une strate suffisamment poreuse pour accueillir les hydrocarbures ;
- une roche-piège, couche suffisamment imperméable pour les empêcher de continuer leur migration (les hydrocarbures, plus légers que l'eau, migrent naturellement vers le haut, sauf cas exceptionnels).

La présence de ces strates ne suffit pas à assurer la présence d'un gisement de pétrole. Il faut encore que la profondeur d'enfouissement de l'ensemble soit suffisante pour que la température permette la pyrolyse qui génèrera les hydrocarbures, et que l'interface entre la roche-réservoir et la roche-piège prenne une forme (anticlinale par exemple) propice à l'accumulation des fluides.
Dans le cas de Lacq, la séquence est la suivante : 
- les roches-sources sont des dolomies du Portlandien (environ 150 Ma), partie du Jurassique supérieur ;
- les roches-réservoirs datent du Jurassique supérieur et du Crétacé inférieur, ce sont des sables, grès et calcaires[e 1] ;
- les roches-pièges sont des marnes de l'Aptien, dites de Sainte-Suzanne ;
- la structure piège a été obtenue à la suite de l'orogenèse pyrénéenne.

### Caractéristiques du gisement
Morphologiquement, le gisement de Lacq est de forme ovale, mesurant 20 × 15 km, logé dans un dôme anticlinal. Le toit du gisement, délimité par une couche de marnes, se situe, au point le plus haut, à 3 400 m sous le sol. La porosité est faible et le réservoir est très fracturé. La pression initiale est de 66 MPa, presque le double de la pression hydrostatique, ce qui est une particularité inhabituelle : la plupart des gisements ont une pression interne sensiblement égale à la pression hydrostatique à leur profondeur.
La composition du gaz varie légèrement selon les sources. Lefebvre donne les valeurs suivantes :
- 69,3 % de méthane CH4 ;
- 15,3 % de sulfure d'hydrogène H2S ;
- 9,3 % de dioxyde de carbone CO2 ;
- 3 % d'éthane C2H6 ;
- 0,9 % de propane C3H8 ;
- 0,6 % de butane C4H10 ;
- 0,8 % de pentane C5H12 ;
- 0,2 % de diazote N2 ;
- hélium insignifiant.

Ces pourcentages s'entendent en volume, les fractions en masse sont différentes du fait de la densité des différents gaz. La présence de CO2 n'est pas spécialement préjudiciable, en revanche le H2S est un gaz extrêmement corrosif (et toxique,) qui posera bien des difficultés à l'exploitant. Les hydrocarbures plus complexes que le méthane (éthane, propane, butane, pentane) sont des carburants à haute valeur ajoutée.

## Découverte et mise en exploitation
La mise en exploitation du gisement de Lacq résulte de la volonté française d'améliorer l'indépendance énergétique du pays, de la formation de sociétés dédiées, et finalement de l'exploration en Aquitaine.

### Une volonté industrielle nationale
Avec l'exploitation de pétrole de Pechelbronn, artisanale au Moyen Âge puis industrielle à partir des années 1740,, la France a connu très tôt une activité de production d'hydrocarbures. Cette exploitation et les savoir-faire associés sont perdus avec l'annexion de l'Alsace-Lorraine. Le début du développement de l'industrie pétrolière se fait sans la France. Durant la Première Guerre mondiale, marquée par un début de mécanisation des forces armées, la France dépend largement des États-Unis pour son approvisionnement en carburant, que Georges Clemenceau en vient à demander directement à Woodrow Wilson.
À l'issue du conflit, la France hérite au titre des dommages de guerre de 23,75 % de la Turkish Petroleum Company, part détenue précédemment par la Deutsche Bank ; elle a ainsi une part des énormes richesses pétrolières irakiennes et crée la Compagnie française des pétroles dirigée par Ernest Mercier pour gérer ces actifs. La loi du 30 mars 1928 pousse plus loin le dirigisme français en la matière en attribuant à l'État le monopole de l'importation de pétrole. Le succès est au rendez-vous en matière de raffinage : en 1939, la capacité de raffinage française est la plus grosse d'Europe. Mais, jusqu'à la fin des années 1930, l'approvisionnement français en pétrole reste largement tributaire de l'Irak (40 % en 1937) et d'un consortium dominé par les Anglo-saxons et vulnérable à la sécurité de l'oléoduc de Mossoul à Haïfa et de la navigation en Méditerranée.
Dans l'entre-deux-guerres quelques travaux de prospection pétrolière sont menés en différents points du territoire français, sans résultat notable. S'agissant de l'Empire colonial, le géologue Conrad Kilian croit au potentiel pétrolier de l'Algérie, mais sans convaincre les autorités.

### Prémices de l'exploration dans le bassin de l'Adour
La découverte du gisement de Saint-Marcet en Haute-Garonne en 1939 est le premier succès notable, récompensant de nouveaux choix dans la stratégie d'exploration. La Régie autonome des Pétroles (RAP) est constituée immédiatement, avec pour mission première de développer ce gisement. Pendant l'Occupation, malgré les pénuries, la RAP parvient à forer des puits de production dans le gisement et à déployer des gazoducs vers Pau et Toulouse. Le gaz naturel alimente quelques installations industrielles et le GPL associé est aussi commercialisé ; ces carburants aident quelque peu le Sud-Ouest à faire face aux privations en matière de houille et de pétrole, réquisitionnés par l'occupant.
Une deuxième entité publique, la Société nationale des pétroles d'Aquitaine (SNPA), est créée en 1941 pendant l'Occupation. Dirigée par Pierre Angot, un ingénieur des mines, la nouvelle société, dont l'État détient 50 % des parts (des sociétés comme Saint-Gobain, Pechiney et Rhône-Poulenc étant aussi actionnaires), se voit confier l'exploration d'une vaste région s'étendant schématiquement d'Albi à Bayonne.
En 1948, une campagne de prospection sismique menée autour de Lacq révèle l'existence de l'anticlinal. En effet, si pour Saint-Marcet, l'anticlinal était visible en surface, à Lacq il est masqué par les couvertures tertiaire et quaternaire, l'usage de cette technologie était donc nécessaire. Un forage est entrepris en 1949 et, à 650 mètres de profondeur, il rencontre une nappe de pétrole : le gisement de Lacq supérieur. Il est rapidement mis en exploitation et sa production culmine à 300 000 tonnes par an (environ 6 000 barils/jour), mais elle décline rapidement : à la fin des années 1950, le gisement est déjà considéré comme en fin de vie,. Bien que modeste, ce gisement conforte les espoirs dans la région et permet à la SNPA de disposer enfin de rentrées d'argent suffisantes.

### Découverte de Lacq et ses suites
Comme il n'est pas rare de découvrir des gisements superposés, logés dans des strates successives du même anticlinal, la découverte de cette nappe de pétrole peu profonde a incité la SNPA à continuer avec un forage plus profond. Ce puits, « Lacq 3 », est entrepris en 1951. Alors que le trépan atteint une profondeur de 3 550 mètres, le 19 décembre, le gaz jaillit, détruit l'appareillage de forage, et se répand dans les environs. À l'odeur, les ingénieurs comprennent immédiatement la présence de H2S, et donc la toxicité du gaz, mais le risque le plus grand est celui d'une explosion. La circulation dans les environs est verrouillée par la gendarmerie. On craint la catastrophe.
Après avoir paré au plus pressé en mettant en place une torchère, la SNPA fait appel à Myron M. Kinley (en), un spécialiste de ce genre de situations, qui arrive en urgence du Texas. L'Américain prend le contrôle des opérations et parvient à boucher le puits. La découverte de gaz est en quelque sorte une déception : c'est du pétrole qui était espéré, et le gaz n'est pas à cette époque une ressource vraiment recherchée.

### Mise en production
Commence alors un travail de recherche sur les causes du désastre. L'acier du chemisage des puits s'est désagrégé, ce qui est attribué à un effet de corrosion fissurante. Des ingénieurs sont envoyés en Amérique du Nord étudier les solutions mises en place face à des gisements à haute teneur en H2S, en particulier l'usage de tubes dont l'intérieur est revêtu de bakélite. Mais cette solution s'avère inapplicable à Lacq, car la profondeur et la pression à Lacq imposent l'emploi d'une boue de forage très alcaline, à laquelle la bakélite ne résiste pas.
Si les puits Lacq 101 et Lacq 102, creusés au nord et au sud du puits de la découverte initiale, confirment l'extension du gisement, il faut attendre 1956 pour que la solution au problème de corrosion fissurante soit trouvée : c'est la société des Hauts Fourneaux, Forges et Aciéries de Pompey, célèbre pour avoir fourni le fer de la tour Eiffel, qui a réussi à mettre au point un acier au chrome résistant à ce phénomène. Par ailleurs, l'appréciation du gisement continue : en 1957, sept puits, en plus du puits de découverte initial, ont permis d'en délimiter les contours.
Pour financer l'ensemble des travaux nécessaires à la production et à la commercialisation du gaz de Lacq, la SNPA procède à une augmentation de capital en 1956 : le capital social passe de 6,2 à 9,3 milliards de francs. De plus, 25 milliards de francs sont levés sous forme d'emprunts. La volonté de développer ce gaz est renforcée par la situation politique. La guerre d'Algérie vient en effet de commencer, créant un doute sur la disponibilité future des ressources du Sahara — les gisements pétroliers de Hassi Messaoud et gazier de Hassi R'Mel fraichement découverts — pour la France. De plus, la récente crise de Suez a fait apparaître le spectre d'interruptions de l'approvisionnement en pétrole. Enfin, le marché commun européen entre alors en vigueur, et le gaz, offrant le potentiel d'une source d'énergie bon marché, est perçu comme un possible facteur de compétitivité pouvant aider l'industrie française dans ce contexte de concurrence accrue.
En outre, à l'époque, l'opinion générale est que l'énergie nucléaire va se développer au point de rendre, à l'échéance d'une trentaine d'années, les combustibles fossiles obsolètes. Il apparaît donc raisonnable d'envisager l'exploitation du gaz dans cette fenêtre de temps.

### Épuration du gaz

Schéma de procédé d'une installation de traitement des gaz par une amine.

Pour que le gaz de Lacq soit utilisable comme carburant, la priorité est de le débarrasser de son H2S. La technologie existe : brevetée aux États-Unis en 1930, elle consiste à « laver » le gaz  avec des amines liquides qui fixent le gaz acide (CO2 et H2S dans le cas présent) puis sont traitées pour désorber le gaz. En France, cette technique était déjà appliquée à petite échelle dans certaines raffineries, mais il faut ici la développer à une échelle considérable, ce que les équipes de la SNPA réussissent à réaliser dans un délai relativement court. L'usine entre en service, avec une fraction seulement de sa capacité finale, en avril 1957.

### Création d'un réseau de gaz naturel
Avant Lacq, la production et la consommation de gaz naturel en France sont limitées aux petites quantités produites par le gisement de Saint-Marcet et consommées exclusivement dans le Sud-Ouest. En 1947, cette production se chiffre à 174 millions de mètres cubes. Les grandes villes possèdent cependant déjà des réseaux de distribution de gaz combustible, nourri par des usines à gaz au gaz manufacturé, un mélange d'hydrogène, de monoxyde de carbone et de méthane notamment (donc hautement toxique).
Le gaz naturel peut non seulement remplacer le gaz manufacturé pour les usages domestiques (chauffage, cuisine), mais aussi être utilisé beaucoup plus largement que lui dans l'industrie, du fait de son pouvoir calorifique bien supérieur. Pour cela, encore faut-il que le gaz puisse être acheminé vers les centres de consommation. Aucun réseau de gaz naturel à grande échelle n'existe alors en Europe de l'Ouest, même si l'Italie est en train de déployer le sien, sous l'impulsion d'Enrico Mattei, après la découverte de gisements dans la plaine du Pô.
Deux réseaux distincts sont créés : l'un d'envergure régionale, cantonné au Sud-Ouest, l'autre à l'échelle du pays,. Le réseau du Sud-Ouest est sous la tutelle de la Société nationale de Gaz du Sud-Ouest (SNGSO, ancêtre de TIGF), il distribue le gaz de Lacq et de Saint-Marcet vers Bordeaux, Toulouse, Bayonne, Pau notamment. C'est l'extension du réseau qui distribuait déjà le gaz de Saint-Marcet.
Le réseau d'envergure nationale est mis en place par la Compagnie française du méthane (CeFeM), coentreprise créée spécifiquement dans ce but par la SNPA et Gaz de France, qui entame ainsi sa mutation : de producteur et distributeur de gaz manufacturé, l'entreprise devient transporteur et distributeur de gaz naturel. Le réseau comporte un gazoduc principal Lacq-Paris, dont se détachent deux branches vers Nantes et Lyon et de nombreuses ramifications desservant d'autres villes. La région parisienne ne va cependant jamais consommer une part importante du gaz béarnais. Sur le trajet du gazoduc principal, un centre de stockage saisonnier en nappe aquifère est installé à Lussagnet.
Cette organisation en deux réseaux distincts reflète différents impératifs. D'un côté, il y a des motivations d'aménagement du territoire : il a été convenu que le gaz doit profiter prioritairement au Sud-Ouest, et on décide que les industries s'installant dans cette région bénéficieront d'un gaz légèrement moins cher qu'ailleurs. De l'autre, il s'agit de résoudre un épineux problème d'équilibre des pouvoirs entre la SNPA et Gaz de France. À la fin des années 1960, le réseau de la SNGSO totalise 2 072 km et celui de la CeFeM 2 912 km.

### Aménagement du territoire local

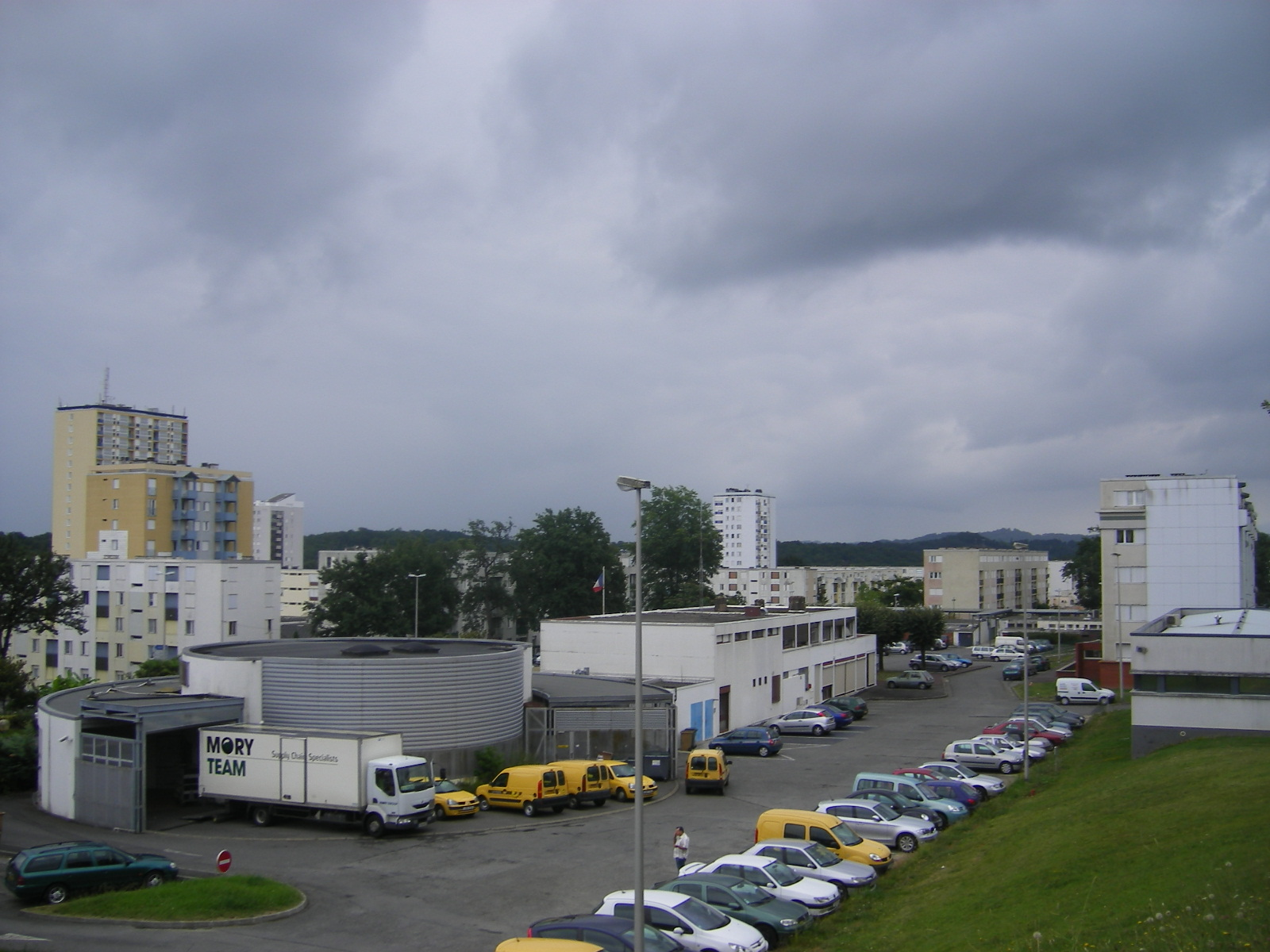
La ville nouvelle de Mourenx.

Cette activité nouvelle nécessite évidemment une main-d'œuvre importante : le nombre d'emplois industriels directs augmente jusqu'à 3 400 en 1964, tandis que les chantiers, naturellement transitoires, emploient un maximum (en 1959) de plus de 5 000 personnes. Les ouvriers viennent du département et des départements voisins, tandis que les cadres proviennent de toute la France. Les chantiers emploient nombre de ruraux béarnais comme main-d'œuvre ; non qualifiés, ceux-ci trouvent rarement des emplois dans les usines par la suite, beaucoup émigrent alors en ville. Les chantiers font aussi partiellement appel à une main-d'œuvre nord-africaine, espagnole, italienne et portugaise.
Un nouveau problème se pose : il faut loger ces salariés, ainsi que leurs familles. Les villes proches du gisement sont petites et n'offrent pas assez de logements.
Ainsi, en parallèle avec les opérations industrielles sus-citées, un projet d'urbanisme est mené : une ville nouvelle est créée dans la commune de Mourenx. Construite selon le principe des grands ensembles, elle comprend en son centre des barres d'immeubles réunies en îlots, et en sa périphérie des pavillons destinés aux cadres, bien que nombre de ceux-ci préfèrent résider dans l'agglomération paloise. Elle fait l'objet d'un article du sociologue Henri Lefebvre. Mourenx était en 1954 un village de 218 habitants, la commune en compte 8 660 en 1962 et 10 734 en 1968. En 1964, Mourenx reste une ville-dortoir, sous-équipée en commerces, restaurants, infrastructures de santé ou lieux de loisirs, ses habitants ayant surtout recours à ceux de Pau.
Le problème du transport se pose également : il faut acheminer beaucoup de matériel, puis évacuer les produits de l'industrie qui se met en place. Par chance, bien que la zone soit peu peuplée et peu industrialisée jusque-là, des infrastructures sont disponibles :
- sur le plan ferroviaire, la ligne de Toulouse à Bayonne passe à proximité immédiate, un embranchement particulier à partir de la gare d'Artix y est créé pour les besoins de l'industrie ;
- au niveau routier, la route nationale 117 (grande route Perpignan - Bayonne) traverse la commune de Lacq ;
- une ligne 150 kV passe également à proximité.

Les aménagements nécessaires sont donc réalisés sur cette base existante. Enfin le gave de Pau fournit l'eau nécessaire.
La construction des usines et de la ville nouvelle a amputé la vallée d’environ un millier d'hectares de terres arables et a ainsi accéléré l'exode rural.

## Un demi-siècle d'exploitation

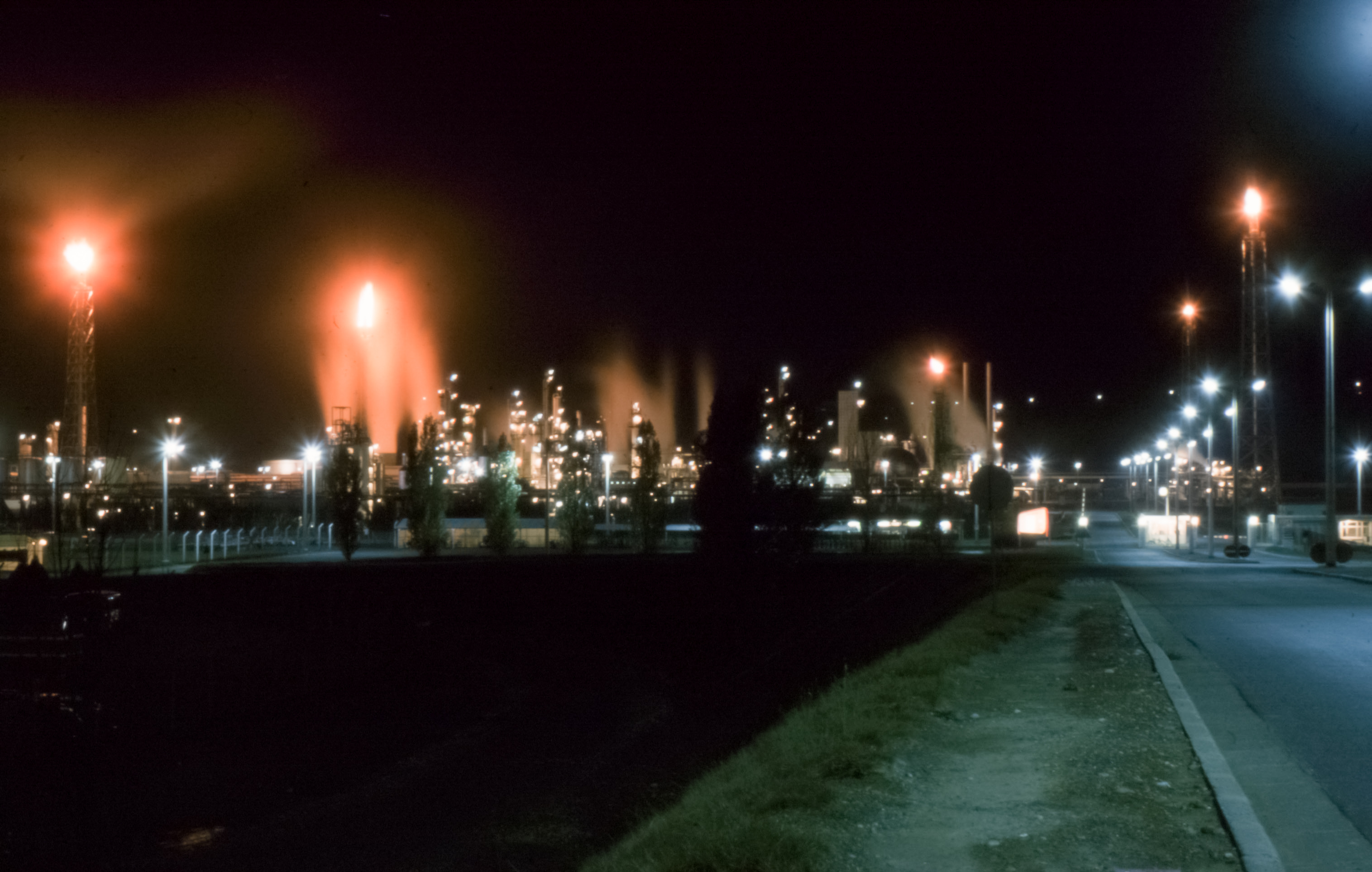
Le site de Lacq en 1964.

Pendant plusieurs décennies, le gaz de Lacq contribue à alimenter la France en énergie. Son exploitant change au gré des fusions : la SNPA devient en 1966 l'ERAP en absorbant l'Union générale des Pétroles et l'Union générale de Distribution. Le groupe est renommé Société nationale Elf Aquitaine en 1976. En 1994, le groupe est privatisé et devient simplement Elf Aquitaine. En 2000, une fusion avec Total, héritière de la CFP, produit TotalFinaElf, renommé Total en 2003.

### Une source majeure de gaz pour la France
En 1973, la production française de gaz naturel, provenant presque entièrement de Lacq, est d'environ 75 TWh, soit 6,3 Mtep ; pour comparaison les mines de charbon ont produit 17,3 Mtep la même année et la consommation française d'énergie primaire est de 180 Mtep, le gaz français y subvient donc pour 3,5 %, part qui ne cesse de décliner.
Toutefois, la part de Lacq dans la consommation nationale de gaz chute rapidement. Le développement de cette source d'énergie se fait avec des importations. Les Pays-Bas ont découvert en 1959 l'énorme gisement de Groningue, d'une taille plus de dix fois supérieure à celle de Lacq, et concluent rapidement des contrats d'exportation vers la Belgique, l'Allemagne et la France, ce qui marque le début de l'internationalisation du marché du gaz en Europe. La connexion avec le réseau français est établie à Taisnières-en-Thiérache (Nord) et la France importe du gaz néerlandais dès 1970. Du gaz naturel liquéfié provenant d'Algérie (d'autres fournisseurs émergent ensuite) est débarqué à Fos à partir de 1972 et à Montoir-de-Bretagne (Loire-Atlantique) en 1980. En 1976, les importations de l'URSS débutent.
Le pic de production de Lacq est atteint en 1982 avec 12 milliards de mètres cubes par an (équivalent énergétique de presque 200 000 barils de pétrole par jour). Commence alors un long déclin du débit. L'activité de forage de nouveaux puits dans le gisement, jusqu'alors continue, prend alors pratiquement fin. Au total, Lacq sera percé de 165 puits.

### Développement d'un bassin industriel
Dès sa découverte, le gaz de Lacq apparaît comme une occasion de développer une région jusque-là peu industrialisée.
Le bassin industriel de Lacq, construit rapidement autour de 1960, connaît ensuite des évolutions progressives sur les décennies suivantes. En 1961, il est organisé sur trois sites : 
- le site central de Lacq, directement à la verticale du gisement, comprenant toutes les activités de traitement du gaz et de thiochimie, de petites entreprises fournissant de la sous-traitance. On trouve aussi sur ce site, dès 1958, l'usine SOBEGAL de mise en bouteille de butane et de propane[b 15] ;
- un site plus à l'ouest, qui transforme les coproduits du traitement du gaz en polystyrène et polyéthylène notamment. Cette usine appartient à Arkema, qui a été scindé de Total en 2004 ;
- à l'est du site principal, près de Pardies le groupe Pechiney construit une fonderie d'aluminium, la plus importante de France à l'époque, tandis qu'EDF bâtit une centrale thermique à gaz pour l'alimenter : la production d'aluminium est très consommatrice d'électricité et a donc besoin de kilowatts-heures bon marché pour être compétitive. On trouve aussi plusieurs entreprises chimiques spécialisées, dont l'usine d'engrais azotés construite en 1960, et appartenant à l'entreprise norvégienne Yara International[d 7]. Le site de Yara a définitivement fermé en 2019.

Ces installations ont un poids important dans l'économie régionale : à la fin des années 1960, les industries installées autour de Lacq représentent plus de la moitié du chiffre d'affaires industriel du département.
Au fil des années, de nouvelles activités industrielles naissent sur le bassin, la SNPA (puis Elf) ayant d'ailleurs la mission très officielle de créer une industrie diversifiée. Le plus fructueux de ces investissements se situe dans l'industrie du médicament : l'activité pharmaceutique de Elf, créée à Lacq — où l'usine est toujours en activité — sous le nom d'Omnium Financier Aquitaine pour l'Hygiène et la Santé, est devenue le puissant groupe Sanofi.

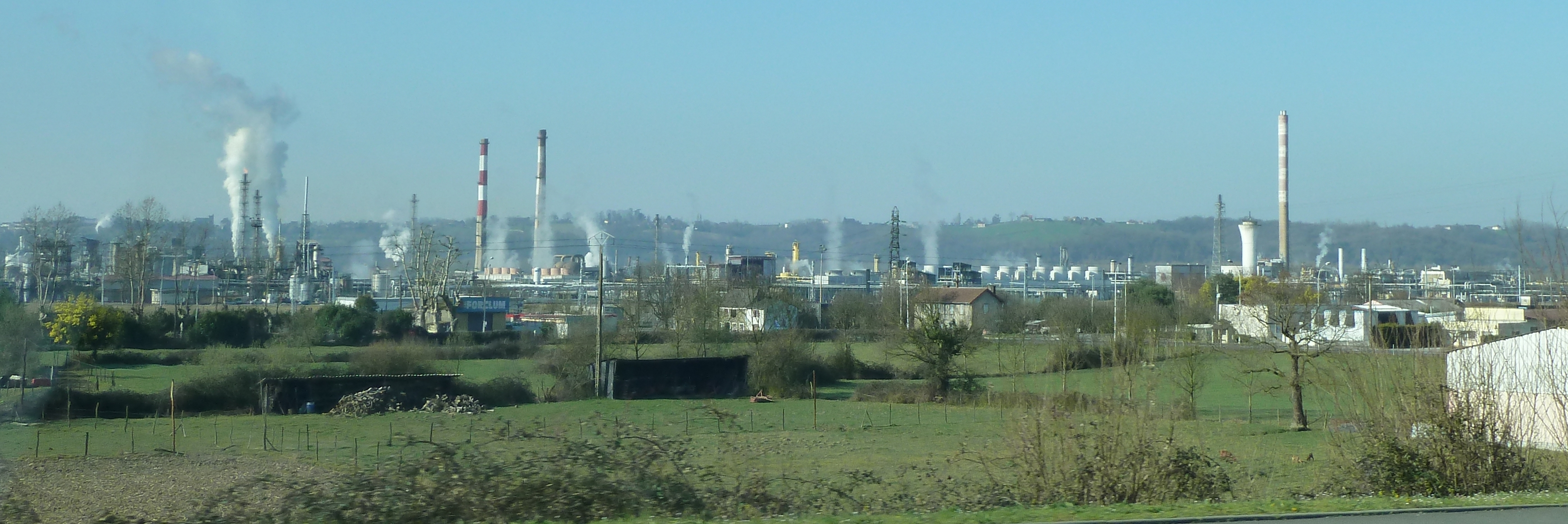
Le site industriel de Lacq.

### Valorisation du soufre

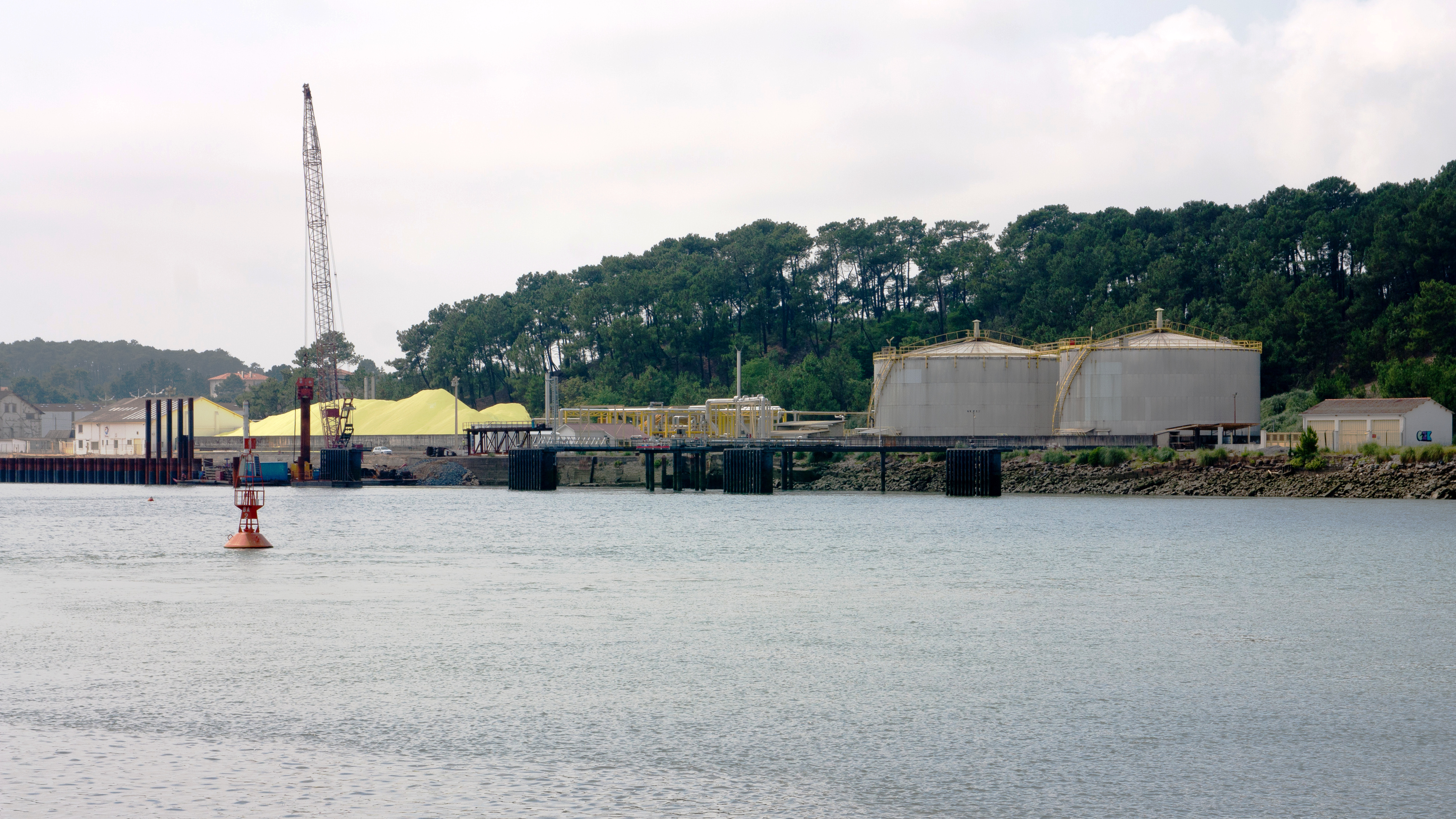
Le soufre au port de Bayonne.

Si la présence de soufre dans le gaz du gisement fut initialement, et à raison, perçue comme une difficulté majeure compliquant la mise en production, la valorisation de cet élément devient rapidement une source de revenus importante pour l'exploitant. Le H2S est traité par procédé de Claus.
Le procédé de Claus admet pour première étape une combustion dans l'oxygène du gaz riche en H2S, ce qui produit du SO2 (d'autres réactions auxiliaires ont lieu également). La deuxième étape est une réaction entre le  H2S et le SO2, qui produit de l'eau et du soufre élémentaire. Cette réaction est catalysée, à Lacq le catalyseur utilisé est de l'alumine. Le bilan global est : 
2 H2S + O2 → S2 + 2 H2O.
La production s'est accrue au cours des premières années, en phase avec la production de gaz. Elle atteint en 1967 la valeur d'1,6 Mt, valeur qui reste assez stable au cours des années 1970 alors que la demande française à la même époque n'est que de 680 000 tonnes. En dehors de petites quantités acheminées directement vers des clients français, l'essentiel du soufre produit est transporté par des trains chargés d'environ un millier de tonnes chacun sur la ligne de Toulouse à Bayonne, vers le port de Bayonne d'où des navires spécialisés le transportent vers des clients en Europe, en Méditerranée et occasionnellement au-delà. En 1977, la France est ainsi le 6e producteur mondial de soufre, presque toute la production venant de Lacq. Les applications du soufre sont multiples, incluant la production d'acide sulfurique, la confection de matières plastiques, de cellophane, de pesticides tels que la célèbre bouillie bordelaise. Le soufre français est particulièrement apprécié sur le marché pour sa pureté. Le soufre pur peut prendre des formes solides ou liquides selon les variétés allotropiques et Lacq le produisit sous les deux formes selon la demande du marché. À partir de 1993, le soufre solide est granulé, pour être vendu sous forme de billes et non plus en poudre, ce qui génère moins de poussières.

### Un hub pour les gisements de la région
En 1965 est découvert le deuxième plus grand gisement de gaz du pays, Meillon, au sud de Pau. Il est exploité comme un gisement satellite, c'est-à-dire que sa production est traitée par les installations de Lacq. Il est abandonné en 2013 en même temps que Lacq, après avoir fourni un total de 68 milliards de mètres cubes de gaz.
D'autres gisements, d'importance bien moindre, vont profiter également de l'infrastructure de Lacq. Ainsi le brut et le gaz associé du petit gisement de pétrole de Vic-Bilh, situé à 45 km de Lacq, ont transité par l'infrastructure de ce dernier. Le petit gisement de gaz de Rousse, au sud de Meillon, comprend deux réservoirs superposés et a fourni un total de 4,6 milliards de mètres cubes, également via les installations de Lacq, tout comme le gisement de Ucha-Lacommande pour 1,9 milliard de mètres cubes.

## Avenir et reconversion du site

### Reliquat de production de gaz
Au début des années 2010, le gisement est pratiquement épuisé. La production est tombée à deux millions de mètres cubes par jour, à comparer à 33 millions en 1982. Il est alors décidé, au terme d'une longue concertation avec les industriels locaux, d'entamer le programme Lacq 2030 : il s'agit d'arrêter la commercialisation de gaz sur le réseau et de maintenir une production minimale, avec seulement cinq puits, pour une trentaine d'années encore, alimentant l'industrie locale (à commencer par l'usine Arkema) en gaz et surtout en soufre, le besoin en soufre étant celui qui déterminera le débit. À cette occasion, le gisement change de main : c'est désormais l'entreprise Geopetrol qui gère l'exploitation, après avoir déjà repris d'autres gisements français devenus marginaux aux yeux des grands groupes.
Ainsi, la production de gaz pour le réseau se termine fin 2013, après l'extraction d'un total de 254 milliards de mètres cubes de gaz épuré. Le gisement de Meillon est arrêté au même moment. Le gisement de Saint-Marcet ayant pour sa part été fermé en 2009, cet évènement marque pratiquement la fin de la production de gaz naturel en France. Fin 2015, le bulletin du Bureau Exploration-Production des hydrocarbures (BEPH) signale encore l'extraction de petites quantités de gaz associé dans quatre gisements de pétrole, mais ce gaz est utilisé localement, réinjecté ou détruit en torchère, il n'est pas commercialisé via le réseau. Seule la société Gazonor commercialise encore une petite production de gaz, extrait de mines de charbon (exploitation du « grisou » du bassin minier du Nord-Pas-de-Calais). Il faut aussi noter, mais hors du cadre des combustibles fossiles, l'existence d'une production de biogaz injecté dans le réseau : 365 sites sont en service au début de 2022, pour une production totale de 6,4 TWh, et près d'un millier d'autres sont à l'étude.
La plupart des puits sont cimentés. La grande majorité des unités de l'usine de traitement sont fermées et démantelées : elles sont à la fois vétustes et surdimensionnées pour la nouvelle mission du gisement. Une usine beaucoup plus petite est mise en place. Les investissements et l'exploitation sont supportés par la Sobegi, la division de Total chargée du développement de l'industrie sur le bassin. Par ailleurs, le groupe Total ouvre en 2011 son oléothèque sur le site de Lacq. Il s'agit d'une collection d'échantillons de pétrole provenant de milliers de gisements différents à travers le monde, conservés à des fins de recherche.

### Chimie fine et matériaux

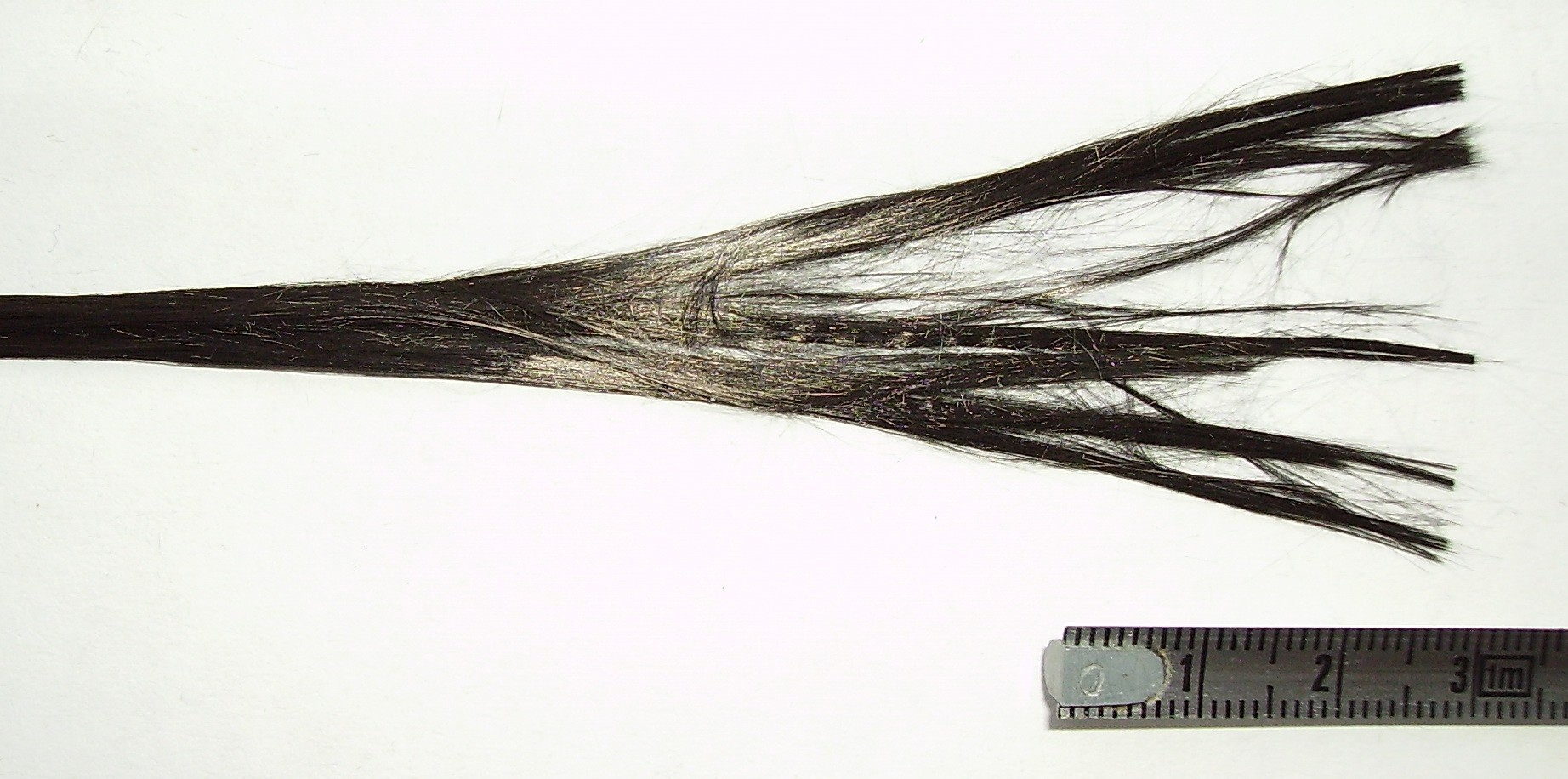
La fibre de carbone, un des produits phares du pôle de Lacq.

Au cours des années 2010, de nouvelles activités industrielles s'installent sur les quatre sites industriels créés autour du gisement de Lacq, capitalisant sur l'existence d'un personnel qualifié dans diverses branches de la chimie, sur l'acceptabilité de l'industrie par la population locale et sur l'existence d'espaces disponibles en site classé Sévéso. Ainsi, malgré l'épuisement de la ressource qui lui a donné naissance, le bassin industriel compte actuellement 7 600 emplois, à peine moins que les 8 000 qui existaient dans les années 1980, quand la production de gaz était à son maximum.
Le groupe japonais Toray Industries, leader mondial de la production de fibre de carbone, possède depuis 1982 une usine sur la commune d'Abidos. En 2014, il se dote d'une deuxième unité de production construite sur les terrains délaissés par Total à Lacq, qui produit du polyacrylonitrile, précurseur des fibres de carbone. Cette matière première était précédemment importée du Japon. Airbus, installé à Toulouse, raisonnablement proche du bassin de Lacq, est le principal client.
Également dans le domaine de la chimie fine, la PME M2i Life Sciences installée sur le pôle de Lacq produit des phéromones de synthèse, utilisées par exemple pour lutter contre la chenille processionnaire du pin en empêchant ce nuisible de se reproduire. Ces produits constituent une alternative sans risques aux pesticides. Fin 2021 est entamée la construction d'une usine de chitosane biosourcé, ce produit entre dans la composition de nombreux compléments alimentaires.
Fin 2015, le géant de l'énergie québécois Hydro-Québec installe à Lacq un important centre de recherche et de production dédié aux batteries LiFePo.
Début 2022, la société Carester, basée à Lyon, choisit le site de Lacq pour implanter son site industriel de traitement des terres rares lourdes. L'usine sera la plus importante hors de Chine. Elle produira des terres rares lourdes (Néodyme, Praséodyme, Terbium, Dysprosium)  par recyclage d'aimants recyclage des aimants permanents en fin de vie et par traitement de concentrés en provenance de sites miniers. La construction de l'usine commence en mars 2025,.

### Biomasse-énergie
La société espagnole Abengoa, via sa filiale française, a installé sur le site de Lacq une usine de bioéthanol-carburant. La matière première, le maïs, est sourcée localement. D'une capacité de 220 000 m3 par an, cette usine fonctionne en synergie avec celle de Messer France qui valorise le CO2, sous-produit de la fermentation alcoolique,. Par ailleurs, une centrale de cogénération bois fournit depuis fin 2015 de l'électricité (14 MWe) et de la vapeur pour l'industrie chimique, elle est alimentée par les forêts de la région.
En matière de méthanisation, l'entreprise Fonroche a lancé en 2018 un projet visant à la production annuelle de 100 GWh environ de biogaz à partir de déchets de l'industrie agroalimentaire, reprenant une partie du terrain de l'ancienne usine Rio Tinto. En 2021, ce projet, comme l'ensemble de l'activité biogaz de Fonroche, est racheté par TotalEnergies. La production a commencé en janvier 2022,.
La société Elyse Energy a annoncé deux autres investissements d'ampleur sur le site de Lacq dans le domaine de la biomasse-énergie. Le premier, d'un montant de 350 millions d'euros, est annoncé en septembre 2022, il concerne un site de production de méthanol, produit à partir de CO2 provenant des autres industries du site, et d'hydrogène produit par électrolyse en utilisant de l'électricité renouvelable. Le deuxième projet, en juin 2023, concerne la production de biocarburant, et en particulier de carburant durable d'aviation, c'est un investissement de 650 millions d'euros.

### Site pilote pour la séquestration duCO2
Le gisement de Lacq profond a été évalué pour devenir un réservoir dédié à la séquestration géologique du dioxyde de carbone : sa capacité de stockage a été estimée à 250 millions de tonnes de CO2 qui pourraient être stockés dans l'ancien gisement, à comparer aux émissions annuelles de la France de 370 millions de tonnes.
Total a mené un projet pilote à petite échelle, en utilisant non pas Lacq comme réservoir, mais le petit gisement de Rousse. Une chaudière à gaz existante dans le complexe de Lacq est convertie pour fonctionner en oxycombustion, c'est-à-dire que le gaz est brûlé dans un mélange d'oxygène pur et de CO2 recirculé. Le CO2 capté est expédié vers Rousse par le même gazoduc qui servait, en sens inverse, à acheminer le gaz produit à Rousse. Un ancien puits de production de Rousse est rénové et converti en puits d'injection. Le pilote fonctionne de 2010 à 2013, environ 50 000 tonnes de CO2 sont injectées, puis le puits est cimenté, et commence une longue phase d'observation : mesures sismiques et échantillonnage sont utilisés pour suivre l'évolution du réservoir et les migrations éventuelles du gaz injecté.

## Héritage

### Héritage technologique
Grâce à l'expérience acquise avec Lacq, les sociétés succédant à la SNPA (Elf-Aquitaine, puis Total) ont un savoir-faire reconnu dans l'exploitation de gisements de gaz à forte teneur en H2S. Ce savoir-faire a été mis à profit dans de nombreux projets à travers le monde, celui d'Elgin-Franklin dans le secteur britannique de la mer du Nord étant l'un des plus emblématiques.
La société Vallourec, alors un modeste producteur de tubes d'acier, a fait son entrée dans le marché pétrogazier avec Lacq, le caractère corrosif du gaz de Lacq l'ayant amenée à développer la technologie VAM, pour créer des joints étanches entre tubes d'acier, technologie qui n'a cessé d'évoluer depuis et reste le produit phare du groupe. Vallourec est aujourd'hui une multinationale et les deux tiers de son chiffre d'affaires sont réalisés dans le secteur des hydrocarbures.

### Bilan environnemental et sanitaire
L'impact de l'exploitation du gaz de Lacq sur l'environnement local a été largement étudié. Deux aspects ont particulièrement été observés : la pollution due au soufre rejeté dans l'atmosphère, cause de pluies acides et l'apparition d'une activité sismique due à la dépressurisation du gisement.
La pollution atmosphérique causée par l'exploitation du gisement a attiré l'attention dès 1958. En effet, à l'origine, l'unité convertissant le H2S en soufre élémentaire n'avait qu'un rendement de 95 %. Les gaz résiduels étaient incinérés (produisant du SO2), 5 % du soufre extrait du gisement se retrouvait donc dans l'atmosphère, ce qui causa des nuisances sanitaires (nausées, conjonctivites, problèmes pulmonaires), et eut un impact sur certaines cultures environnantes, dommages croissants au fil de l'augmentation de la quantité de gaz extrait et traité. Après l'étude de plusieurs solutions, dont la production d'acide sulfurique à partir des gaz résiduels (qui s'avéra peu rentable), on finit dans les années 1970 par déployer le procédé Sulfreen de la société Lurgi pour capter l'essentiel du soufre des fumées.
Concernant la sismicité, un premier séisme a été ressenti dans les environs en 1969, alors que la zone était historiquement considérée comme asismique. Depuis, plusieurs dizaines d’événements sismiques de magnitude supérieure ou égale à 3 ont été enregistrés, le plus fort, de magnitude 4,4, en 1981. C'est la conséquence de l'écrasement des couches surplombant le réservoir dépressurisé, qui s'est aussi manifesté par un affaissement de 6 cm du sol à la verticale du gisement. Une nouvelle publication scientifique datée de 2024 fait remarquer que la sismicité a continué après l'arrêt de l'exploitation du gaz, et que l'injection d'eau industrielles usées dans le réservoir (qui a continué après 2013) semble être son principal moteur. Le réservoir de Lacq est un cas d'étude sur la sismicité induite, dont les enseignements sont applicables non seulement à d'autres gisements d'hydrocarbures, mais aussi à la géothermie.
Outre la pollution directement liée à l'exploitation du gisement, les industries installées dans la zone ont aussi laissé un passif environnemental. Ainsi, une pollution aux fluorures dépassant légèrement la limite de potabilité a été enregistrée sur les eaux souterraines, à cause des scories de l'ancienne usine Pechiney. Sommé par la préfecture, Rio Tinto, propriétaire actuel du site, a entrepris des travaux.
S'agissant de l'impact sanitaire, une étude de l'« Institut de santé publique, épidémiologie et développement de l'université de Bordeaux » (Isped) finalisée en 2002 et portant sur la période 1968-1998, montre que les moins de 65 ans vivant à proximité immédiate de Lacq présentaient une surmortalité de 14 %, et en particulier un excès de mortalité par cancer de 39 %. Une étude du cabinet Burgeap, auditionnée par le Haut Conseil de la santé publique, recense 140 polluants atmosphériques émis par les industries du bassin, dont cinq à des taux jugés préoccupants : le SO2 (dont les émissions étaient encore vers 2008 de 10 à 15 tonnes par jour, contre près de 700 dans les années 1970), le benzène, l'oxyde d'éthylène, le dichlorométhane et l'éthanal.